# Крюков, Виктор Иванович (писатель)
Крюков Виктор Иванович (1 июля 1926, деревня Поломеницы, Тверская губерния — 10 августа 2015, Тверь, Россия) — русский советский писатель. Член Союза писателей (с 1962 года).

## Биография
В 1943 году был призван в Советскую Армию. Служил в зенитной артиллерии, затем, после окончания авиационно-технической школы, механиком, техником самолёта, химинструктором в Высшем летном училище.
В 1956 году с отличием окончил Литературный институт имени А. М. Горького. Первую книгу Виктора Крюкова, вышедшую в Военном издательстве в 1958 году, составили рассказы об авиаторах.
В общей сложности центральными и Калининским областным издательствами было выпущено десять книг писателя общим тиражом около миллиона экземпляров.
Скончался 10 августа 2015 года.

## Публикации
- Разные люди: Рассказы. — М.: Воениздат, 1958. — 126 с.
- Творцы и пророки: Роман. — Советская Россия, 1961, 1963.
- Свет любви: Роман. — Калинин: Кн. изд-во, 1963. — 234 с.; — М.: «Московский рабочий», 1964. — 368 с. Тираж 75000 экз.
- Испытание славой: Роман. — М.: Моск. рабочий, 1969. — 270 с.
- Гордый человек: Повесть; Испытание славой: Роман. — М.: «Московский рабочий», 1974. Тираж 65000 экз.
- Открытое сердце: Роман. — М.: Современник, 1978. — 225 с.
- Свет любви: Роман. — М.: Моск. рабочий, 1979. — 463 с.: ил.
- Возраст мудрости: Роман-хроника. — М.: Современник, 1982. — 400 с.
- Поздний вылет: Роман. — М.: Сов. писатель, 1983. — 335 с.
- Творцы и пророки: Роман. — М.: Моск. рабочий. Калинин. отд-ние, 1987. — 287 с.
- У истоков судьбы. — Советский писатель, 1990.